# Muhammad-Ali-Moschee
Die Muhammad-Ali-Moschee (arabisch مسجد محمد علي Masdschid Muhammad ʿAlī ‚Moschee des Mohammed Ali‘), manchmal auch als Alabastermoschee bezeichnet, ist eine der großen Moscheen in Kairo. Sie wurde im Auftrag von Pascha Muhammad Ali in den Jahren 1824 bis 1884 im osmanischen Stil mit barocken Elementen erbaut. Verantwortlich für den Bau zeichnete der Grieche Boşnak Yusuf aus Istanbul, der sich stilistisch an der dortigen Neuen Moschee (türk. Yeni Cami) orientierte.

## Lage
Die Moschee befindet sich in der Zitadelle von Kairo, wo nach einer Pulverexplosion im Jahre 1824 der Pascha Muhammed Ali zerstörte Gebäudeteile durch eine Moschee ersetzen ließ.

## Beschreibung

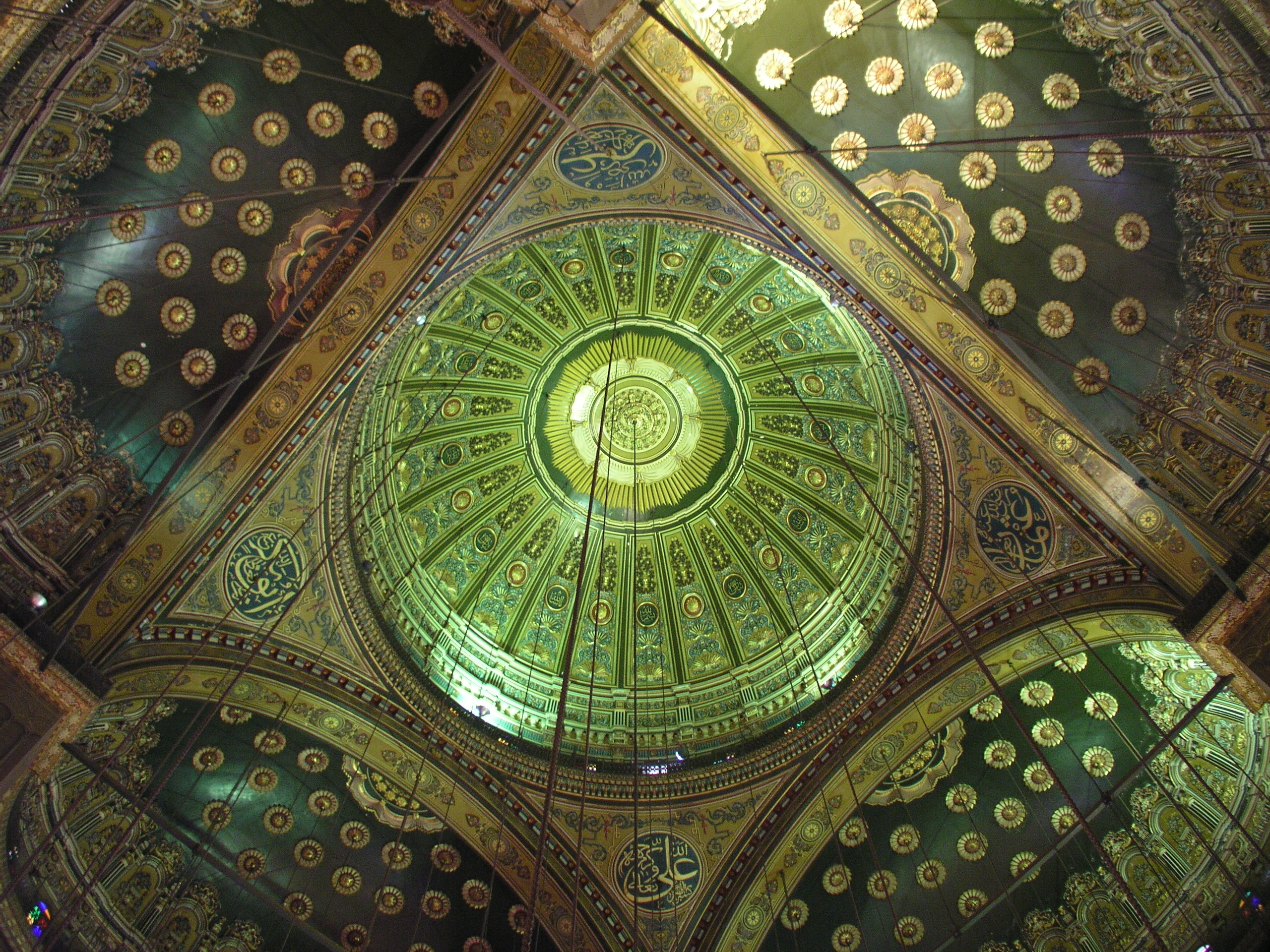
Innenansicht der großen Kuppel

Die beiden Minarette sind 82 Meter hoch, die große Kuppel hat eine Höhe von 52 Metern. Vor dem Eingang befindet sich ein großer Hof, in dessen Mitte ein Reinigungsbrunnen (hanafiyya) steht. Der Hof ist von Arkadengängen umgeben.
Die kupferbeschlagene Eingangstür ist mit einer Darstellung des Auftraggebers, der ein Moscheemodell im Arm hält, geschmückt.
Der Innenraum hat alabasterverkleidete Wände, denen die Moschee ihren umgangssprachlichen Namen verdankt.
Im Inneren schließen an die große goldverzierte, zum Teil mit Koransprüchen versehene Hauptkuppel mit 21 Metern Durchmesser in den Ecken vier kleinere Kuppeln und an den Seiten vier Halbkuppeln an.
Wie in vielen Moscheen wird der Innenraum durch kreisförmig angeordnete elektrische Leuchten erhellt, die traditionellen Öllampen befinden sich mittlerweile im Museum.
Der Gebetsraum verfügt über zwei reich verzierte Kanzeln (Minbar).
Rechts vom Eingang befindet sich das Grab Muhammad Alis, der bereits 1849, also viele Jahre vor der Fertigstellung der Moschee verstarb.
Auf der Westseite des Hofes findet sich, stilistisch ein Bruch, ein Uhrturm, ein Geschenk des französischen Königs Louis-Philippe I. aus dem Jahr 1845 zum Dank für den Obelisken von Luxor, der heute in Paris auf der Place de la Concorde steht.

## Sonstiges

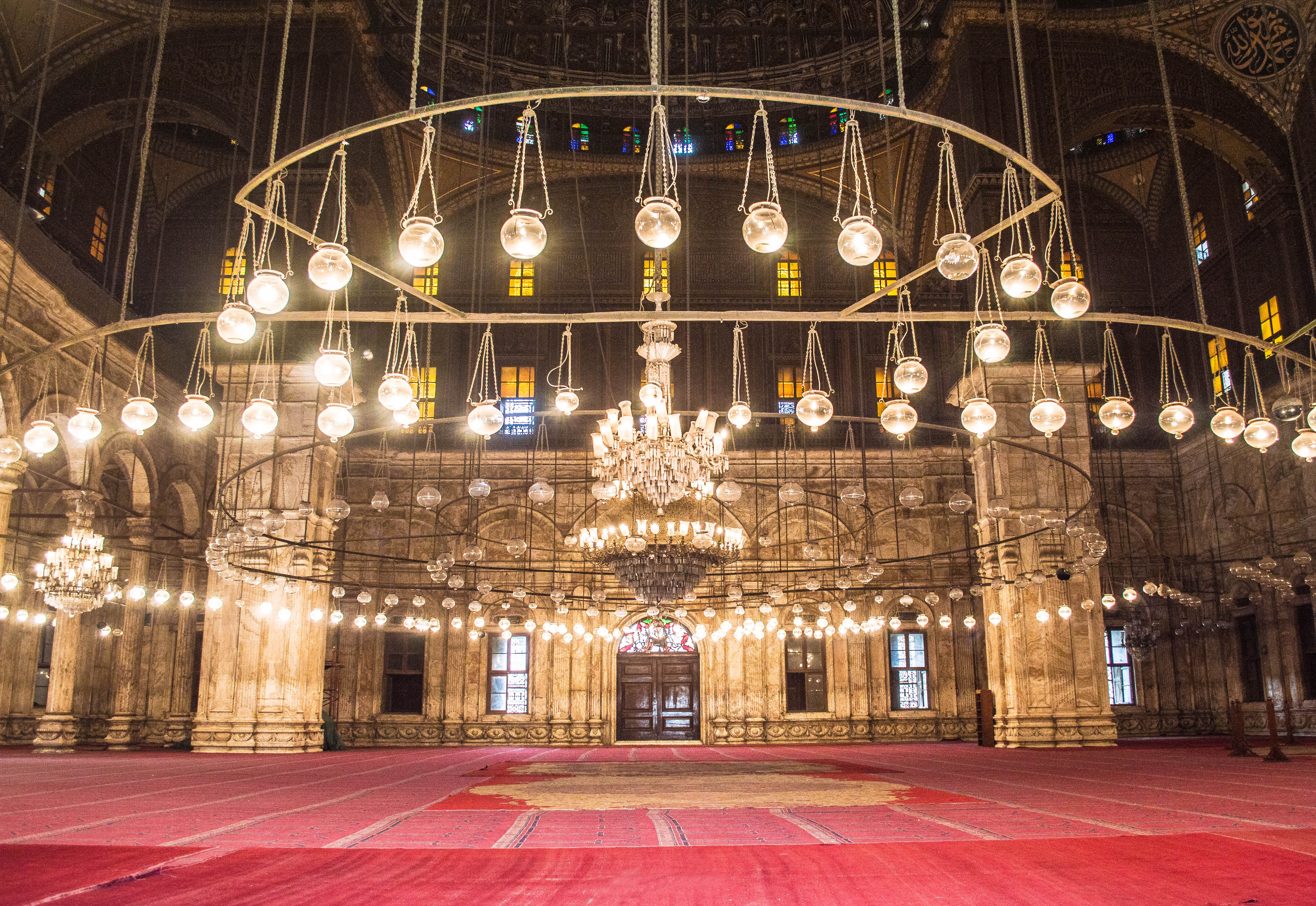
Gebetsraum

Die Moschee kann außerhalb der Gebetszeiten auch von Nicht-Muslimen besichtigt werden. Beim Betreten der Moschee müssen Gäste die Schuhe ausziehen oder einen Schuhüberzieher aus Plastik tragen.
Die Südostansicht der Muhammad-Ali-Moschee ist auf der Vorderseite der ägyptischen 20 Pfund-Banknote abgebildet.